# MFK Tyumen
Ne doit pas être confondu avec FK Tioumen.
Le MFK Tyumen (en russe : МФК Тюмень) et un club de futsal russe fondé en 1999 et basé à Tioumen.

## Histoire
Champion de Russie en titre, le MFK Tyumen participe pour la première fois à la Ligue des champions en 2019-2020 et termine à la quatrième place.
En Ligue des champions 2021-2022, le MFK accueille et remporte le groupe A du Tour élite début décembre. Il remporte trois succès face à ACCS (5-2), Viten Orsha (3-2) puis Kairat Almaty (3-2), et se qualifie pour le Final four pour la deuxième fois en autant de participation.

## Palmarès

### Titres et trophées
- Championnat de Russie (1)
  - Champion : 2019
  - Finaliste : 2010 et 2021
  - 3e : 2013 et 2018

### Bilan par saison
| Bilan par saison | Bilan par saison      | Bilan par saison      | Bilan par saison      | Bilan par saison    |
| Saison           | Championnat de Russie | Championnat de Russie | Championnat de Russie | Ligue des champions |
| Saison           | Nom                   | Phase régulière       | Playoffs              | Ligue des champions |
| ---------------- | --------------------- | --------------------- | --------------------- | ------------------- |
| 1999-2000        | Russian Higher League | 5e place              | pas de playoff        | non-qualifié        |
| 2000-2001        | Russian Higher League | 1re place             | pas de playoff        | non-qualifié        |
| 2001-2002        | Super League          | 13e place             | pas de playoff        | non-qualifié        |
| 2002-2003        | Super League          | 9e place              | pas de playoff        | non-qualifié        |
| 2003-2004        | Super League          | 9e place              | pas de playoff        | non-qualifié        |
| 2004-2005        | Super League          | 10e place             | pas de playoff        | non-qualifié        |
| 2005-2006        | Super League          | 10e place             | pas de playoff        | non-qualifié        |
| 2006-2007        | Super League          | 6e place              | pas de playoff        | non-qualifié        |
| 2007-2008        | Super League          | 4e place              | pas de playoff        | non-qualifié        |
| 2008-2009        | Super League          | 4e place              | pas de playoff        | non-qualifié        |
| 2009-2010        | Super League          | 2e place              | pas de playoff        | non-qualifié        |
| 2010-2011        | Super League          | 6e place              | 4e place              | non-qualifié        |
| 2011-2012        | Super League          | 3e place              | quart de finaliste    | non-qualifié        |
| 2012-2013        | Super League          | 6e place              | 3e place              | non-qualifié        |
| 2013-2014        | Super League          | 4e place              | quart de finaliste    | non-qualifié        |
| 2014-2015        | Super League          | 6e place              | 4e place              | non-qualifié        |
| 2015-2016        | Super League          | 3e place              | 4e place              | non-qualifié        |
| 2016-2017        | Super League          | 6e place              | quart de finaliste    | non-qualifié        |
| 2017-2018        | Super League          | 3e place              | 3e place              | non-qualifié        |
| 2018-2019        | Super League          | 4e place              | champion              | non-qualifié        |
| 2019-2020        | Super League          | 4e place              | 4e place              | 4e place            |
| 2020-2021        | Super League          | 3e place              | 2e place              | -                   |
| 2021-2022        | Super League          | ...                   | ...                   | final four          |

## Personnalités

### Joueurs notables
En 2013, le brésilien Ferrão est élu meilleur jeune du monde aux Prix FutsalPlanet alors qu'il est joueur du MFK.
Entre 2015 et 2019, l'international serbe Miodrag Aksentijević garde les buts de l'équipe.